# Куала-Кангсар
Куала-Кангсар (малайск.  Kuala Kangsar ) — город в Малайзии. Расположен на полуострове Малакка при впадении реки Кангсар в реку Перак, примерно в 25 км к северо-западу от города Ипо. Центр одноимённого административного района штата Перак. Население — 154 тысяч жителей.
Переработка каучука, пищевкусовая промышленность, новая индустриальная зона «Кампунг Стейшн».
Имеет статус «королевского города» (Bandar DiRaja), так как здесь находится резиденция султана Перака (с XVIII века). В XIX веке здесь находилась также резиденция первого британского резидента в Малайе Бёрча, убитого в 1875 году.
В 1897 году здесь состоялась первая конференция малайских правителей.
Город знаменит также тем, что в его окрестностях в 1877 году высажены первые в стране саженцы гевеи.

## Объекты туризма
- Дворец султана «Истана Искандариах» (1933)
- Музей «Истана Кенанган» (1926, арх. Сепиан)
- Мечеть Убудия с королевским мавзолеем (1913—1917, арх. Артур Бенисон Хаббак)
- Старейший малайский колледж (1905)[2]
- Галерея султана Азлан-шаха (2003; здание 1898—1903 гг.)
- В окрестностях деревня Сайонг — центр гончарного производства

## Pautan luar
- Portal Komuniti Kuala Kangsar. Архивная копия от 1 марта 2021 на Wayback Machine